# Abd ar-Rahman ibn Abd Allah

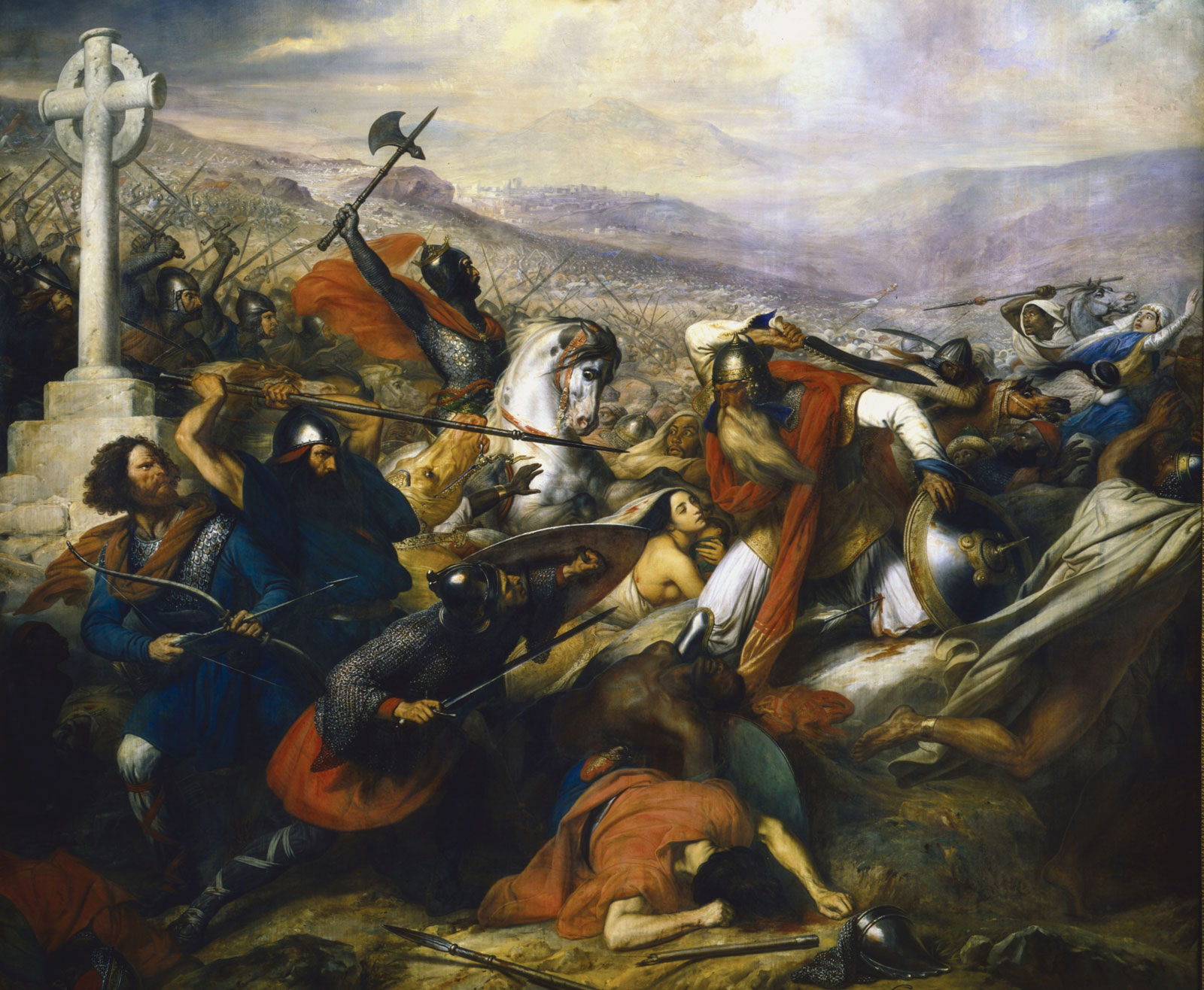
Abd ar-Rahman ibn Abd Allah

Abu Said Abdul Rahman ibn Abdullah ibn Bishr ibn Al Sarem Al 'Aki Al Ghafiqi också känd som Abdul Rahman Al Ghafiqi, Abd ar Rahman och Abd er Rahman (? - 732). Arabisk fältherre, som under början av 700-talet tryggade det umayyadiska kalifatets välde i Spanien. Känd för sitt infall i Frankerriket i spetsen för en 60 000 - 400 000 man stark här. Han stupade i samband med att araberna besegrades av Karl Martell i slaget vid Poitiers, år 732.